# Opogona scalena
Opogona scalena är en fjärilsart som beskrevs av Edward Meyrick 1897. Opogona scalena ingår i släktet Opogona och familjen äkta malar. Inga underarter finns listade i Catalogue of Life.